# Coxiella burnetii
La Coxiella burnetii è una Coxiella, affine alle Rickettsia, ed è l'agente eziologico della febbre Q, malattia che si manifesta con febbre accompagnata da mialgia, cefalea, vomito ed eventuale esantema cutaneo.
Il batterio è presente nelle zecche, che sono il principale vettore, da esse si trasmette sia ad animali selvatici sia ad animali domestici e da allevamento (bovini e ovini).
L'infezione umana si verifica in seguito all'inalazione di aerosol contaminato proveniente da feci o urine essiccate; tramite il contatto con il muco vaginale o lo sperma di animali infetti oppure tramite l'ingestione di latte non pastorizzato.
I microrganismi del genere Coxiella proliferano nelle vie respiratorie e si disseminano poi ad altri organi.
Una volta endocitato, questo piccolo microrganismo bastoncellare si moltiplica all'interno del fagolisosoma in cui il pH acido favorisce la moltiplicazione.